# Abida polyodon
Abida polyodon ist eine Art der Kornschnecken (Chondrinidae) aus der Unterordnung der Landlungenschnecken (Stylommatophora).

## Merkmale

### Überblick
Das schlanke bis gedrungen spindelförmige Gehäuse wird 6,3 bis 15,3 mm hoch (meist 7 bis 9 mm) und 2,5 bis 4,5 mm breit. Es besitzt 8 bis 10 schwach bis mäßig gewölbte Windungen, deren größte Breite etwa in der Mitte liegt. Die Oberfläche ist sehr regelmäßig und sehr fein berippt. Die letzte Windung ist schief abgeflacht, im Querschnitt nimmt der Durchmesser ab. An der Basis ist ein undeutlicher Kiel vorhanden. Im Parietalbereich ist das Gehäuse nicht eingedrückt. In der Seitenansicht ist der Palatalrand der Mündung vertikal bis schwach abwärts gerichtet. Der Mündungsrand ist umgeschlagen und weist eine meist stark verdickte weiße Lippe auf. In der Parietalregion werden die Mündungsränder durch einen dünnen Kallus verbunden. Die Mündungsbewehrung besteht aus einer Angularis, die mit der Süiralis verbunden ist. Parallel zur Angularis ist eine Subangularis entwickelt. In der Parietalregion ist eine kräftige Parietalis und eine lange Infraparietalis vorhanden. Gelegentlich kommen noch einige Randfältchen vor. Am Spindenrand ist die Columellaris als hohe und breite Lamelle ausgebildet. Sie ist mit einer Randfalte verbunden und reicht so scheinbar bis an den Mündungsrand. Randfalte und Columellaris sind manchmal nicht klar getrennt und erscheinen als einheitliche Columellaris. Auch die etwas schwächer entwickelte Infracolumellaris ist mit einer Randfalte verbunden. In anderer Interpretation sind die Columellarfalten zweigeteilt. Die flache Außenseite der Columellarwand ist sehr charakteristisch weißlich. In der Palatalregion sind die Infrapalatalis, die Palatalis inferior und die Palatalis superior als Doppelhöcker ausgestaltet und reichen bis zum Mündungsrand bzw. der Mündungslippe nach vorn. Zusätzlich sind noch eine Suprapalatalis und eine Suturalis ausgebildet. Außerdem sind an der Mündungslippe fast immer noch einige Randfältchen vorhanden. Der Nabel ist eng und senkrecht von unten gesehen nur teilweise zu sehen.
Im männlichen Teil des Genitalapparates bilden Penis und Epiphallus eine Schleife; im unteren Teil des Penis ist der Samenleiter mit dem Penisgewebe verwachsen. Penis und Epiphallus sind etwa gleich dick. Der Übergang Penis/Epiphallus wird durch eine Verdickung etwas unterhalb der Biegung der Schleife markiert. Der Epiphallus ist nur etwa halb so lang wie der Penis. Der Penisretraktormuskel inseriert am ersten Sechstel der Schleife, also unterhalb der Mitte der Penislänge und im ersten Drittel des Epiphallus. Die Vagina ist wesentlich kürzer als die Gesamtlänge des Penis. Freier Eileiter und Vagina sind in etwa gleich lang. Der Stiel der Samenblase (Spermathek) ist relativ lang und an der Verzweigung freier Eileiter/Stiel der Samenblase zunächst etwa doppelt so dick. Der Stil und die Samenblase sind nicht in das Gewebe der Prostatadrüse eingebettet. Sie erreicht in der Länge nicht die Albumindrüse. In einer Radulahalbquerreihe sind neben dem Haupt- oder Zentralzahn 20 bis 22 Seitenzähne vorhanden. Die Nebenspitzen des Zentralzahnes ist vergleichsweise sehr klein.

### Ähnliche Arten
Abida polyodon unterscheidet sich durch das spindelförmige und relativ große Gehäuse, die fast nie fehlenden Randfältchen und die flache Außenseite der Spindelwand von den anderen Arten der Gattung Abida. Die größten Ähnlichkeiten bestehen noch zu Abida secale lilietensis und Abida secale andorrensis. Bei diesen beiden Unterarten der Roggenkornschnecke ist die Spindelwand der Mündung aber immer etwas nach außen umgeschlagen. Die Außenseite der Spindelwand ist daher nicht so flach wie bei Abida polyodon.

## Geographische Verbreitung
Das Verbreitungsgebiet der Art erstreckt sich vom Tal der Isère im Département Var in Frankreich als nordöstlichstes Vorkommen über das Roussillon zu den Ostpyrenäen. Der westlichste Fundpunkt nördlich des Pyrenäenhauptkammes ist Cierp (Département Haute-Garonne, Frankreich), südlich des Hauptkammes erstreckt sich das Areal bis nach Navarra in Spanien. Weitere Vorkommen liegen an der Mittelmeerküste Kataloniens, meist nur wenige Kilometer landeinwärts. Der südlichste Fundpunkt ist La Paca in der spanischen Region Murcia.
Die Art lebt bevorzugt auf trockenem Kalkmagerrasen oder im Buschwerk, in felsigen Habitaten tritt sie weniger häufig auf. Sie kommt vom Flachland bis in 1300 m über Meereshöhe vor.

## Taxonomie
Das Taxon wurde 1801 von Jacques Philippe Raymond Draparnaud als Pupa polydon erstmals beschrieben.
Es existieren zahlreiche Synonyme:
- Pupa ameliae Locard, 1894
- Pupa polyodon var. attrita Moquin-Tandon, 1856
- Pupa polyodon var. exilis Moquin-Tandon, 1856
- Torquilla gracillima Beck, 1837
- Pupa lopezi Bech, 1973
- Pupa polyodon var. minor Rossmässler, 1842
- Abida polyodon montserratica f. monsjovica Aguilar-Amat, 1932
- Pupa montserratica Fagot, 1884
- Pupa polyodonta Chatenier, 1888
- Pupa polyodon var. ringicula Kuster, 1850
- Pupa polyodon var. ventricosa Locard, 1881
- Abida polyodon montserratica f. vidali Aguilar-Amat, 1932

## Gefährdung
Nach der Einschätzung der International Union for Conservation of Nature and Natural Resources (IUCN) ist die Art nicht gefährdet („least concern“).